# Come Closer (Film)
Come Closer ist ein Filmdrama von Tom Nesher.  Die Weltpremiere des halb-autobiografischen Films mit Lia Elalouf und Daria Rosen in den Hauptrollen erfolgte im Juni 2024 beim Tribeca Film Festival, wo die Regisseurin mit dem Viewpoints Award ausgezeichnet wurde. Im September 2024 kam der Film in die israelischen Kinos. Come Closer wurde von Israel als Beitrag für die Oscarverleihung 2025 als bester Internationaler Film eingereicht.

## Handlung
Eden arbeitet in Tel Aviv in einem Club, der einem verheirateten Mann gehört, mit dem sie eine lockere, aber nicht besonders leidenschaftliche Affäre hat. Während ihr Vater in den USA ein Restaurant betreibt und in ihrem Leben keine große Rolle spielt. treibt ihre Mutter sie oft in den Wahnsinn. Die hübsche junge Frau ist egozentrisch und impulsiv. Sie hat mit ihrem jüngeren Bruder Nati, der noch die Schule besucht, vor Jahren einen Pakt geschlossen. Sollte er die Schule beendet haben, wollen sie gemeinsam ins Ausland gehen. Eden hat das Gefühl, dass sie und ihr Bruder während der erbitterten Scheidung ihrer Eltern näher zusammengerückt sind.
Als Nati bei einem tragischen Unfall ums Leben kommt, scheint das Leben von Eden völlig zerstört. Als sie herausfindet, dass ihr Bruder eine Freundin hatte, von der sie nichts wusste, versucht sie die Beziehung mit ihr fortzusetzen, um die Lücke zu füllen, die der Tod ihres Bruders hinterlassen hat. Sie brechen gemeinsam zu einem Roadtrip zu den Stränden des Sinai auf.

## Produktion

### Regie und Drehbuch
Regie führte Tom Nesher, die auch das Drehbuch schrieb. Es handelt sich bei Come Closer nach drei Kurzfilmen um das Spielfilmdebüt der israelischen Regisseurin. Die Geschichte ist halb-autobiografisch. Mit Come Closer verarbeitete die Regisseurin den Tod ihres jüngeren Bruders. Ihr Vater ist der israelische Regisseur Avi Nesher.

### Besetzung und Dreharbeiten

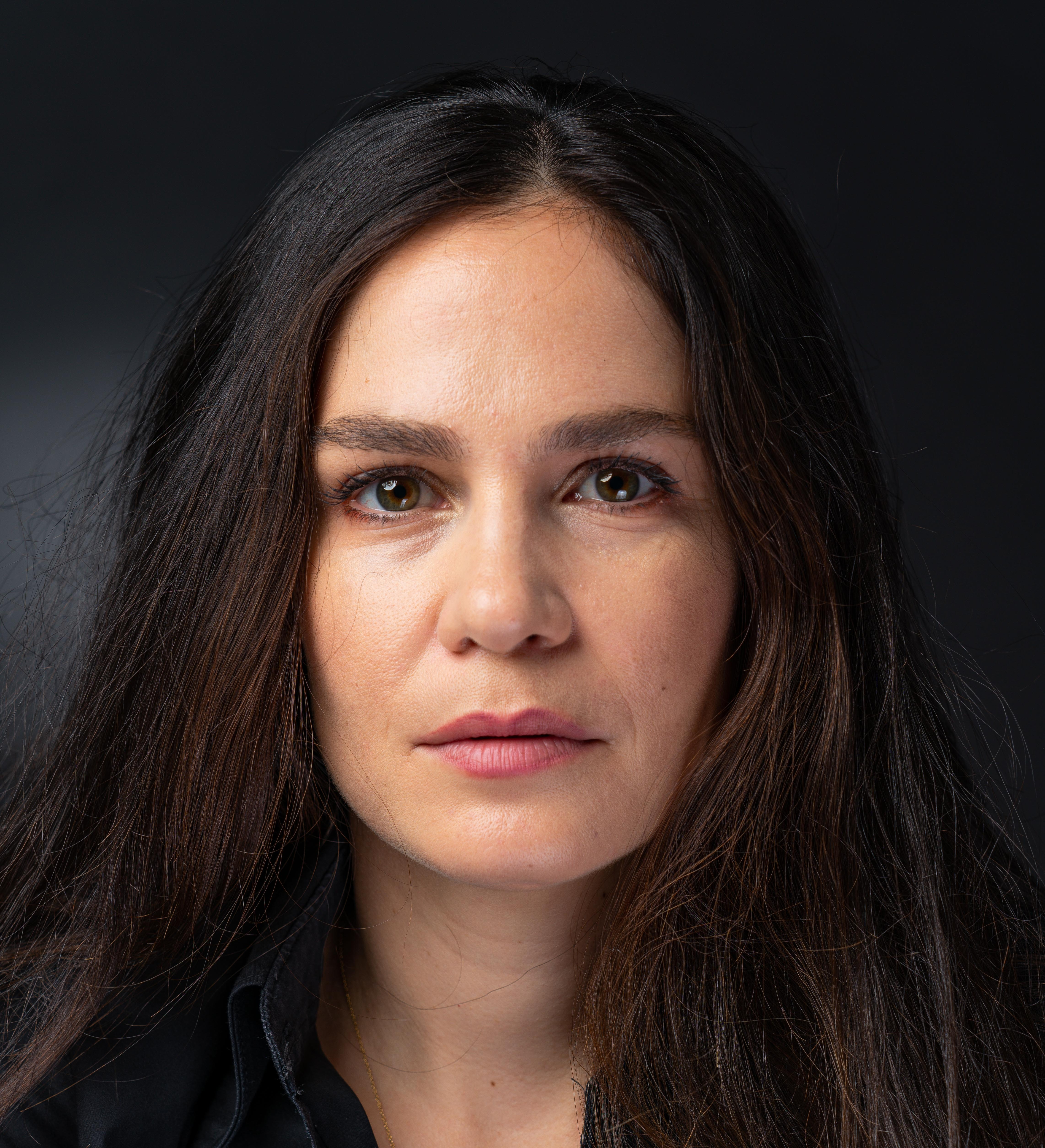
Neta Garty spielt Edens Mutter

Für Lia Elalouf, die Eden spielt, handelt es sich um die erste Filmrolle, ebenso für Daria Rosen, die in der Rolle von Maya zu sehen ist, der Freundin ihres verunglückten Bruders, von der sie nichts wusste. Neta Garty, die Edens Mutter spielt. ist aus einer Vielzahl israelischer Fernsehserien bekannt. Yaakov Zada-Daniel spielte ebenfalls überwiegend in Fernsehserien, so in Metumtemet und Fauda, aber auch in Filmen wie Valeria Is Getting Married und More Than I Deserve. Er ist in der Rolle von Edens Vater Shlomo zu sehen. Ido Tako, der zuvor durch mehrere israelische Fernsehserien und durch die Hauptrolle in dem Thriller Der verschwundene Soldat von Dani Rosenberg bekannt wurde, spielt Edens jüngeren Bruder Nati. Der Songwriter und Komponist Shlomi Shaban debütierte in dem Filmdrama Reach Poalim als Schauspieler. In Come Closer spielt er den Mann, dem der Club gehört, in dem Eden arbeitet.
Kameramann Shai Peleg arbeitete in der Vergangenheit für Filme wie Barash von Michal Vinik, Sandsturm von Elite Zexer und Sheifa lehaim von Assaf Abiri und Matan Guggenheim.

### Filmmusik und Veröffentlichung
Die Filmmusik steuerte die auf elektronische Musik spezialisierte Songwriterin und Komponistin Ginevra Nervi bei. Das Soundtrack-Album mit insgesamt 17 Musikstücken wurde Mitte Oktober 2024 von Radiofandango als Download veröffentlicht.
Die Weltpremiere des Films fand am 6. Juni 2024 beim Tribeca Film Festival statt. Im Juli 2024 wurde er beim Jerusalem Film Festival gezeigt. Am 19. September 2024 kam der Film in die israelischen Kinos.

## Rezeption

### Kritiken

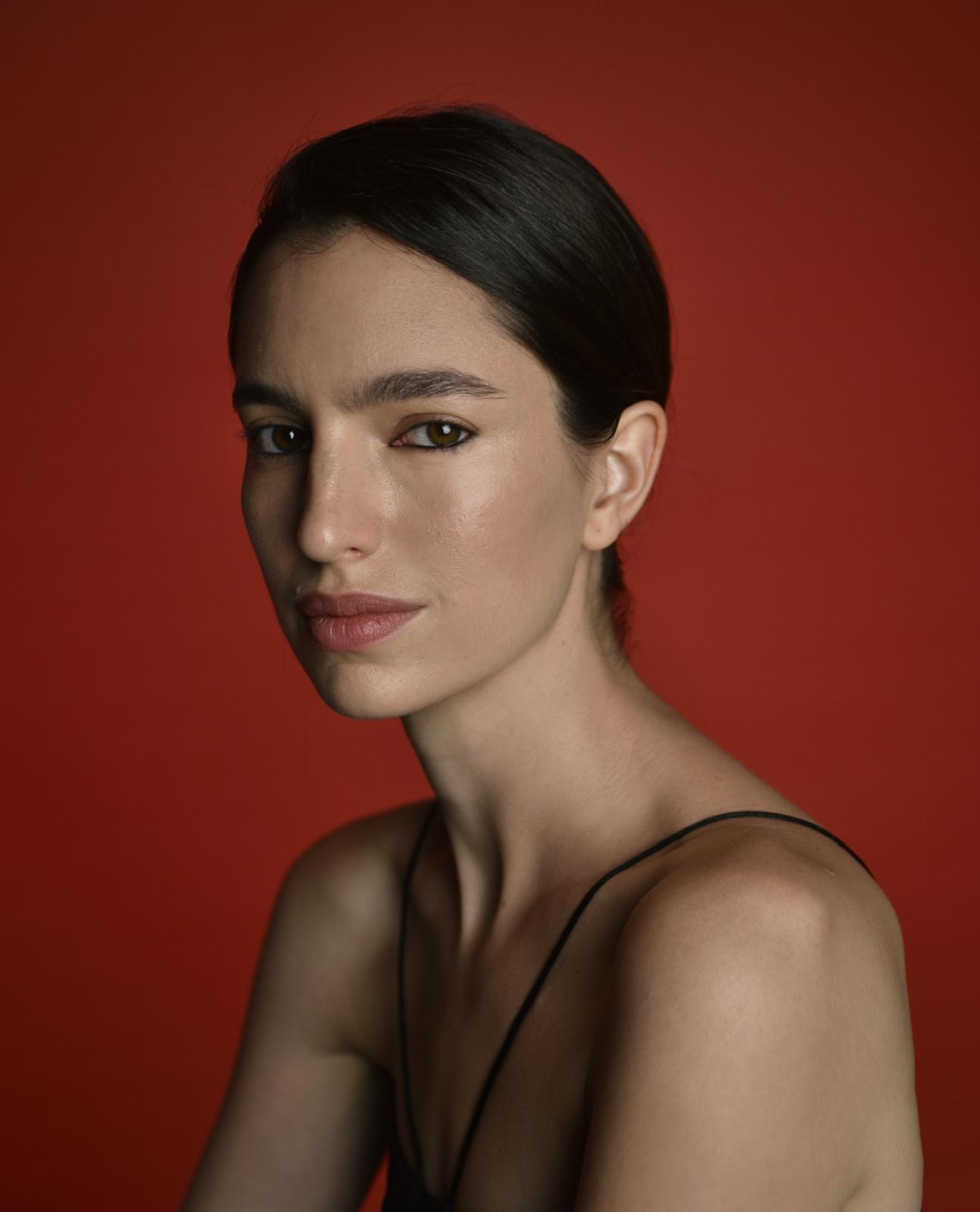
Regisseurin Tom Nesher

Hannah Brown bemerkt in ihrer Kritik in The Jerusalem Post, der Film entfalte sich fast wie eine Reihe von Social-Media-Posts und präsentiere diese Charaktere, die in der digitalen Welt aufgewachsen sind, mit einer Mischung aus Farbe, Musik, Mode und Sexyness, eingefangen mit einer elektrisierenden Kameraarbeit von Shai Peled. Die israelische Musik und Szenen des Nachtlebens von Tel Aviv würden dem Film Bodenhaftung geben und Atmosphäre und ein Gefühl für den Ort verleihen. Die schauspielerischen Leistungen seien in allen Rollen hervorragend, mit dem charismatischen Ido Tako in der kleinen, aber entscheidenden Rolle des Nati. In der zentralen Rolle der Eden aber beherrsche Lia Elalouf die Leinwand. Es seie eine glanzvolle Leistung einer schönen Schauspielerin, die sich nicht auf ihr Aussehen verlässt. Sie erlaube es sich, sich zu öffnen und eine schwierige, manchmal unsympathische Figur zu spielen. Mit Come Closer etabliere sich Tom Nesher als großes Talent des israelischen Films. Sie habe eine bewegende und universelle Geschichte von Trauer und Erlösung geschaffen und dabei eine für eine Regiedebütantin fast wundersame Leistung vollbracht, da sie diese einfach aussehen lasse.

### Auszeichnungen
Come Closer wurde von Israel als Beitrag für die Oscarverleihung 2025 als bester Internationaler Film eingereicht. Im Folgenden eine Auswahl von Auszeichnungen.
Jerusalem Film Festival 2024
- Auszeichnung als Bester israelischer Debütfilm im Israeli Feature Competition
- Auszeichnung als Beste Schauspielerin im Israeli Feature Competition (Lia Elalouf)
- Auszeichnung für die Beste Filmmusik mit dem Israeli Cinema Award (Ginevra Nervi)[10]

Tribeca Film Festival 2024
- Auszeichnung mit dem Viewpoints Award (Tom Nesher)[11]